# Steps
«Steps» — британская танцевальная поп-группа, в которую входят Ли Латчфорд-Эванс, Клэр Ричардс, Лиза Скотт-Ли, Фэй Тозер и Иэн Уоткинс. Их синглы были невероятно популярны в чартах в период с 1997 по 2002 год. В 1999 году «Steps» выиграли номинацию «Самый успешный новый исполнитель» в конкурсе «BRIT Awards».
Группа была создана 7 мая 1997 года и распалась 26 декабря 2001 года. Их предпоследний сингл достиг пятой строчки в британских чартах, в то время как их последний альбом Gold (2001), стал номер один в чартах Великобритании. В общей сложности было продано более 22 миллионов пластинок по всему миру, а также группа 14 раз попадала в 5 топ-хитов со своими синглами.
«Steps» вновь воссоединились в мае 2011 года для съёмок четырехсерийного документального сериала Steps: Воссоединение по заказу британского телеканала "Sky Living". Сериал вышел в эфир 28 сентября, после анонса второго альбома величайших хитов The Ultimate Collection, который был выпущен 10 октября 2011 года. Альбом занял первое место в чартах, став третьим альбомом группы, достигшим этого результата.
24 сентября 2012 года группа подтвердила, что выпустит свой четвертый студийный альбом Light Up The World 12 ноября 2012 года, а также проведет рождественский тур из шести концертов, который начнется 30 ноября и закончится 5 декабря. Позже группа вновь была расформирована. 
Группа была сформирована во второй раз 1 января 2017 года в рамках празднования своего 20-летия, а позже анонсировала свой пятый студийный альбом Tears on the Dancefloor, который был выпущен в апреле 2017 года.

## Дискография
| Название                      | Год  | Лейбл              |
| ----------------------------- | ---- | ------------------ |
| Step One                      | 1998 | Sony Music         |
| Steptacular                   | 1999 | Zomba (Sony Music) |
| Buzz                          | 2000 | Sony Music         |
| Gold: Greatest Hits           | 2001 | Sony Music         |
| The Last Dance                | 2002 | Sony Music         |
| The Ultimate Collection       | 2011 | Sony Music         |
| Live! 2012                    | 2012 | Concert Live       |
| Light Up the World            | 2012 | Warner Music       |
| Tears on the Dancefloor       | 2017 | Steps              |
| Hold My Heart                 | 2020 | BMG                |
| What the Future Holds         | 2020 | BMG                |
| What the Future Holds Pt. 2   | 2021 | BMG                |
| Platinum Collection           | 2022 | Sony Music         |
| Forever Is Only the Beginning | 2023 | Pete Stepton       |

## Шоу талантовSteps To The Stars
У группы также было своё шоу под названием «Шаги к звёздам» (англ. Steps To The Stars), в котором молодые люди на протяжении трёх туров соревнуются за победу с помощью зрительских голосов. Победитель, прошедший в финал, объявлялся лишь в следующем шоу. Проект транслировался на канале «CBBC» с 1999 по 2000 года. В конце каждого выпуска группа «Steps» исполняла одну из своих песен. Всего было выпущено 2 сезона.
В проекте успели побывать Дэнни Джонс (из группы McFly), выступавший в группе под названием Y2K, в которой он играл на гитаре вместе со своей сестрой и их другом Джоссом Стоуном, который в итоге и стал победителемрет Гйтс.

## Участники
- Клэр Ричардс (англ. Claire Richards), 1997—2001, 2011 — н.в.
- Фэй Таузер (англ. Faye Tozer), 1997—2001, 2011 — н.в.
- Лиза Скотт Ли (англ. Lisa Scott Lee), 1997—2001, 2011 — н.в.
- Ли Лэтчфорд Эванс (англ. Lee Latchford Evans), 1997—2001, 2011 — н.в.
- Йен Уоткинс (англ. Ian "H" Watkins), 1997—2001, 2011 — н.в.

## Турне
- 1999: …Baby One More Time Tour (на «разогреве» у Бритни Спирс)
- 1999: Step One Tour
- 1999: Next Step Tour
- 2000: Steptacular Tour
- 2000: Steps Into Christmas Tour
- 2001: Gold Tour
- 2012: The Ultimate Tour
- 2012: Christmas with Steps
- 2017: Party on the Dancefloor Tour
- 2018: Summer of Steps Tour

## Награды и номинации и номинации
| Награда                    | Год  | Номинация                                     | Номинант(ы)          | Результат | Ссылка |
| -------------------------- | ---- | --------------------------------------------- | -------------------- | --------- | ------ |
| Brit Awards                | 1999 | Самый успешный новый исполнитель              | Все песни            | Номинация | [ 4 ]  |
| Brit Awards                | 2000 | Самый продаваемый концертный                  | Все песни            | Победа    | [ 5 ]  |
| Brit Awards                | 2000 | Лучшее выступление в стиле британской поп/R&B | Все песни            | Номинация | [ 5 ]  |
| Brit Awards                | 2001 | Лучшее выступление в стиле британской поп/R&B | Все песни            | Номинация | [ 6 ]  |
| British LGBT Awards        | 2022 | Лучший музыкальный исполнитель                | Все песни            | Победа    | [ 7 ]  |
| Popjustice £20 Music Prize | 2017 | Лучший британский поп-сингл                   | "Scared of the Dark" | Номинация | [ 8 ]  |
| The Record of the Year     | 1998 | Запись года                                   | "One for Sorrow"     | Номинация | [ 9 ]  |